# 細長
1. 細長（ほそなが）は平安時代の産着の一形態であり、狩衣に形状が似ている。江戸時代には徳川氏に世継ぎが誕生した際に朝廷から祝い品の一つとして送られるのが慣例となった。産着細長（うぶぎほそなが）ともいう。
2. 細長（ほそなが）は平安時代中期の女性の衣類の種類の一つ。形態不詳の「謎の装束」とされる。
3. 細長（ほそなが）は10世紀頃に存在した成人男子の下衣。『うつほ物語』吹上の巻などから知られる。

他、平安後期の文献では殿上童の欠腋袍を「細長袍」と記す例が見られるなど、種類の異なる服について「細長」という呼称が用いられたことがわかる。

## 歴史
平安文学には「高位の女性のお召し物」としてしばしば登場する。一般的に「若い女性の着る着物」とされているが、文学上では30歳を越えているとおぼしき女性が着用している例が散見され、疑問がある。
また、贈答品としてしばしばこの「細長」が使われている。
しかし鎌倉時代以降、次第に着用されることなく廃絶してしまう。その後戦国時代の公家社会の崩壊により全く実態は不明となった。鎌倉後期の高倉家秘伝書『装束色々』では女性用の細長と産着の細長の仕様を別々に説明するが、同じ頃の河内方（源親行ら、主に鎌倉で活躍した源氏物語研究の家）の『源氏物語』の注釈の秘伝を集めた『原中最秘抄』ではすでに産衣細長と女性用の細長の混同が見られる。
江戸時代、有職故実の復興により公家女子が「袴着の儀式」の時に着用する礼装として復活する。これは袿のおくみが無い形態のもので脇は縫われている。現在の皇室で内親王や女王が「袴着の儀式」を行うときにはこの細長を着用する。
なお、現在は未成年の皇族女子が女性用の細長を使用するのみで、男子の下衣としての細長はもちろん、産着の細長も使用されない。

## 形態

### 女性用細長

#### 平安時代
女性用の細長については、平安後期の装束解説書『満佐須計装束抄』（まさすけしょうぞくしょう）には「例の衣のあげ首なきなり」とだけ書かれ、ここから束帯の様な詰め襟でないことだけがかろうじて分かる。「衣」(きぬ)といえば普通は男子の内衣や女子の重ね袿をさすので、いわゆる垂頚(着物襟)だったと思われるが、確証はない。またそれ以外の構造に関してはほとんど史料が無く不明である。現在提示されている説としては
- 脇が縫われず、前身頃と後ろ身頃が分かれており、右と左の後ろ身頃は背で縫われて長い着物
- 脇が縫われず身頃は全てバラバラのパーツであり、袖の辺りでつなぎ止められている
- 平安時代の童女の装束であった汗衫（かざみ）に似ている

などがある。更に極論ではあるが
- 細長は贈答品専用として作られた衣料であり、実際は着用されていなかった

という説まである。
しかし、『源氏物語』の実際の着用例は事実をふまえたものであろうから、成人を含めた女性が、袿や時には裳まで含む多くの装束とともに重ねて着用したとみてよい。細長の着用は『石清水物語』をはじめとする鎌倉時代の擬古物語にも見えるが、この例はまさに擬古的な雰囲気を出すために記されただけであろうと思われる。
なお、「源氏物語絵巻」鈴虫第一段（五島美術館）に描かれる女性の装束はかつて「細長」とされ、裾の分かれた細長の形状を示す例とされていたが、近年科学調査に基づく復元模写作成過程で、裳をつけた袿姿であることが明らかになっている。また、汗衫に似た細長の復元案は、「承安五節絵巻」の汗衫姿の童女の図を細長と誤認したことからはじまることが、戦前の雑誌「風俗史研究」の記事などから窺われる。

#### 江戸時代以降
近世の女子の細長は高貴な皇女の幼少時の礼装で、形式は上記のように袿に似ておくみのない仕立てで小袿のように中倍を入れるのが普通である。大聖寺には光格天皇の皇女の細長があり、細身で丈が長い。京都国立博物館には有栖川宮家伝来の細長があるが、皇女の細長とほぼ同じ形式ながら丈がそれよりは短く、皇室と世襲親王家とでは区別があったらしい。
近世の童女の細長は濃色（小豆色）の単を重ね、濃色の袴をはいており、五衣等は重ねない。単の生地は國學院大學所蔵高倉家調進控裂にも含まれるが、成人女性用よりは小型の幸菱である。山科流では多くの場合松重（表萌黄・裏紫・中倍香色もしくは裏紅・中倍薄紅。表の地は松唐草の浮織）を調進した。
近代においてもこの形式が踏襲されているが、色目は自由度が増して、昭和天皇の皇女の細長は各種の重ねで調進されており、戦後も紀宮清子内親王のそれは紅亀甲地に白松唐草の上紋の二重織物、眞子内親王のそれは紅亀甲地に複数の色糸で白菊折枝を織った二重織物、敬宮愛子内親王のそれは紅三重襷地に複数の色糸で白菊折枝の丸（中倍薄紅裏萌黄）を織った二重織物となっている。

### 産着細長
産着としての細長は、鎌倉時代初期の「紫式部日記絵巻」に描かれている。それによると端袖はなく、欠腋で縫われていない前身と後ろ身の裾が分かれて帯状に見える。文献上は、『園太暦』の後伏見院皇女珣子内親王（のちの後醍醐天皇中宮）誕生の記事に、これを収めた箱とともに詳細な記録がある。近世に徳川家へ下賜された細長はこれを参考資料としている。
一方、高倉家伝来の『装束寸法深秘抄』（応永6年）には図入りの寸法書がある。盤領だが背面に「肩のひらひら」という小さな裂がつけられ（おそらく襟をあけるときに出た生地であろう）、そこから背守り縫いを施している。襟につけられた紐は、長い紐を二つ折りにした中央で蜻蛉を作り、その両端を長くたらして、そこに蜷結びを施している。蜷結びの上には色糸で鶴と松の置文がされている。また腋は縫われている。生地は色物でもよいが、蜷紐は白に限るという。
近世の産衣の細長は白い亀甲文の綾で、狩衣のような一身の（背縫いの無い）ものである。襟は盤領（丸襟）だが蜻蛉はなく、水干のように長い紐を、襟の背中心にあたるところと上前の端（狩衣の雄蜻蛉をつけるところ）につける。この紐は右縒左縒の紐２本ずつを使い、女性の檜扇の紐のように蜷結びにして長く下げる。腋は欠腋とし、丈は長い。水干に似るものの、袖が一幅で端袖がない。白い小繁菱(唐衣の裏に用いる柄)の綾の単を重ねる。
将軍家へ下賜の細長は通常山科家が、前述のように『園太暦』の記事に基づいて調進したが、文政年間には高倉家が『寸法深秘抄』に基づき、それまでと違う仕様で調進したこともあった。色目も山科家調進が白い亀甲文綾に限ったのに対し、萌黄葵立涌文に紅平絹の裏をつけ、白い蜷結びの上には花結びで表現した松と鶴を縫い付けている。
おそらく『園太暦』と『寸法深秘抄』が記す装束は同じようなもので、記録するときの着眼点の違いによって記事に差が生じ、結果的に二つの復元案ができてしまったのであろうと思われる。また、産着の細長については、男女による形態の差がなかったようである。